# مارتين نيشبور
مارتين نيشبور (بالتشيكية: Martin Nešpor) (مواليد 5 يونيو 1990) هو لاعب كرة قدم تشيكي يلعب حالياً كمهاجم لنادي سبارتا براغ التشيكي.

## روابط خارجية
- مارتين نيشبور على موقع الاتحاد التشيكي (الإنجليزية)
- مارتين نيشبور على موقع قاعدة بيانات كرة القدم.إي يو (الإنجليزية)
- مارتين نيشبور على موقع Soccerway.com (الإنجليزية)
- مارتين نيشبور على موقع عالم كرة القدم.نت (الإنجليزية)
- مارتين نيشبور على موقع AS.com (الإسبانية)